# Keith McDermott
Keith McDermott (28 de septiembre de 1953, Houston, Texas, USA) es un actor estadounidense.

## Carrera
Keith McDermott se graduó de la Escuela de Teatro en la Universidad de Ohio. En la década de 1970 vivía con el autor Edmund White en la ciudad de Nueva York. Actuó en  Equus en Broadway junto a Richard Burton. También actuó en películas como Tourist Trap,  Without a Trace, entre otras.

## Filmografía

### Películas
- Birds of America (2008) .... Hombre en la Calle
- A Slipping-Down Life (1999) .... Paul Ogle
- Ignatz & Lotte (1995) .... Ignatz
- Without a Trace (1983) .... Philippe
- Tourist Trap (1979) .... Woody

### Series de televisión
- How the West Was Won .... Everett (1 episodio: The Rustler, 1979)

## Libros
- Acqua Calda
- Lessons from Our Fathers (2006)

## Teatro
- Harold and Maude (1980) como Harold
- A Meeting by the River (1979) como Tom
- Equus como Alan Strang

- Datos: Q6384738